# Sjung lovsång, alla länder
Sjung lovsång, alla länder är en psalm med text från psaltaren 117:1. Musiken är skriven 1978 av Jacques Berthier i kommuniteten i Taizé.

## Publicerad i
- Svenska psalmboken - 1986 års psalmbok som nummer 680.
- Psalmer och Sånger 1987 som nummer 790 under rubriken "Lovsång och tillbedjan".[2]
- Segertoner 1988 som nummer 693 under rubriken "Bibelvisor och körer".[1]
- Finlandssvenska psalmboken 1986, tilläggshäftet ”Sång i Guds värld”, 2015, som nr 801 under rubriken "Lovsång ".
- Hela familjens psalmbok 2013 som nummer 182 under rubriken "Vi tackar dig".[3]